# Jan Dąmbski (kasztelan inowłodzki)
Jan Dąmbski herbu Godziemba – według herbarza Rodzina Seweryna Uruskiego (tom III, 1906) kasztelan inowłodzki w 1621, senator w okresie I Rzeczypospolitej. Wnuk Stefana Dąmbskiego (zm. 1577) i brat Stanisława Dąmbskiego, początkowo wojskowego, następnie jezuity w Poznaniu, syn Jana Dąmbskiego i Anny z Chodowa. Należał do gałęzi rodu Dąmbskich osiadłej w Dębicach i Poddębicach.